# Спортна федерация
Спортната федерация е доброволно сдружение на спортни клубове по един или сходни видове спорт, което координира развитието, практикуването и администрирането на съответния вид спорт на национално ниво на територията на страната и ги представлява пред държавата и международните спортни организации.

## Статут на спортните федерации
В Република България спортните федерации са юридически лица, регистрирани по закона за юридическите лица с нестопанска цел. За да осъществява своята дейност, всяка спортна федерация в България, която придобие статут на юридическо лице, подлежи на лицензиране от Министерството на младежта и спорта. Законът обаче не допуска лицензиране на повече от една спортна федерация по определен или сходни видове спорт и една многоспортова федерация, изградена по съответния обединяващ признак.
Като вид спортни организации спортните федерации приемат и изпълняват програми за развитие на спорта, изготвени в съответствие с националната програма за развитие на физическото възпитание и спорта.
Законът за физическото възпитание и спорта задължава всички лицензирани спортни клубове в Българя в едномесечен срок от придобиването на статут на юридическо лице да подадат документи за членство в съответните лицензирани спортни федерации. Освен това законът допуска клубовете, развиващи спортно-туристически, военно-технически, моторни, ловни и риболовни спортове, както и спортните клубове на хора с увреждания, ветерани и създадените на ведомствен и отраслов принцип спортни клубове да могат да се сдружават в многоспортови федерации. Такива многоспортови федерации могат да се създават и с цел подпомагане развитието на ученическия, студентския и военизирания спорт.
Освен това различните спортни федерации в България могат да създават доброволни сдружения помежду си, наречени Национални спортни организации, с цел координация на дейността им в определена предметна област от системата на физическото възпитание, спорта, социалния туризъм и взаимодействието с държавата и международните спортни организации при формирането и осъществяването на националната спортна политика.

## Дейност на спортните федерации
Лицензираните спортни федерации в България имат право да:
- регламентират и организират държавните първенства на страната по съответния вид спорт;
- излъчват шампионите за съответните възрастови групи;
- удостояват със звания спортисти, треньори и спортни деятели;
- разработват и прилагат специфични нормативно-методически и административни наредби по съответния вид спорт;
- селекционират и организират подготовката на националните отбори и представляват Република България на международни спортни състезания и форуми;
- подготвят специализирани технически и административни кадри по съответния вид спорт;
- санкционират спортисти и длъжностни лица, допуснали употреба на допингови средства и прилагане на допингови методи в тренировъчната и спортно-състезателната дейност;
- приемат правила и осъществяват спортно правосъдие и спортно-технически арбитраж;
- предоставят, прекратяват и отнемат състезателните права на спортистите и притежават правата за реклама, за телевизионно- и радиоразпространение на спортни състезания, организирани от тях, като предоставят на договорна основа процент от постъпленията на спортните клубове – участници в състезанието.